# Bradford A. Smith
Bradford A. Smith (22 de septiembre de 1931 – 3 de julio de 2018) fue un astrónomo estadounidense, miembro de la Unión Astronómica Internacional. Fue contratado para el Programa Voyager, y descubrió la luna de Bianca (que orbita alrededor de Urano) el 23 de enero de 1986.

## Biografía
Fue profesor Asociado de Astronomía en la Universidad Estatal de Nuevo México, profesor en la Universidad de Arizona, así como investigador en la Universidad de Hawaii. 
A través de su trabajo en astronomía, fue miembro y líder de equipo de los subsistemas de imágenes de varias misiones espaciales estadounidenses e internacionales, como los programas Mariner 6, 7 y 9, el Viking, los Voyager 1 y 2, y las misiones soviéticas Vega y programa Phobos. Con la misión Voyager 2 descubrió a Bianca.
Más tarde, cambió su interés por los sistemas plantarios extrasolares, investigando discos de basura circunestelar como miembro del equipo NICMOS del Telescopio Espacial Hubble. 
Smith fue galardonado en cuatro ocasiones con la Medalla de la NASA a toda una carrera.
Fue miembro del Grupo de Trabajo para la Nomenclatura de Sistemas Planetarios de la IAU y jefe dl Grupo de Trabajo de la Nomenclatura de Marte.
Murió en Santa Fe el 3 de julio de 2018 por complicaciones por una miastenia grave. 